# The A-Team
The A-Team (El equipo A en España y Los magníficos o Brigada A en Hispanoamérica) es una serie de televisión estadounidense, protagonizada por George Peppard, Dirk Benedict, Dwight Schultz y Mr. T, que fue emitida originalmente por la cadena NBC, desde el 23 de enero de 1983 hasta el 8 de marzo de 1987.
Más que al género de acción se acerca a la comedia de aventuras, algunas veces con tintes dramáticos. La hora en la que estaba programada en su emisión original en los Estados Unidos, permitía una gran cantidad de violencia pero no explícita (rarísima vez se veía sangre en pantalla), limitándose al estilo de los dibujos animados (cartoon), es decir, explosiones que solo aturdían o lanzaban por los aires, pero que no herían o mataban; tiroteos con fuego directo usando armas automáticas (incluso artillería) de gran calibre a pocos metros y en terreno llano (sin ningún tipo de parapeto posible), entre mercenarios de élite y mafiosos o miembros del crimen organizado, donde solo los objetos inanimados eran alcanzados por las balas o proyectiles. Precisamente esa poca letalidad (solo se ve morir a dos personajes a lo largo de toda la serie) era su más famosa seña de identidad.
La serie gozó de una enorme popularidad en todo el mundo, y muchos latiguillos siguen usándose. Fue imitada y parodiada hasta la saciedad, un ejemplo es el sketch que le dedicaron en El show de Benny Hill.

## Sinopsis
En 1972, un comando compuesto por cuatro de los mejores hombres del Ejército Americano fueron encarcelados por un delito «que no habían cometido»: No tardaron en fugarse de la prisión en que se encontraban recluidos. Hoy, buscados todavía por el gobierno, sobreviven como soldados de fortuna. Si tiene usted algún problema y se los encuentra quizá pueda contratarlos.
El esquema básico de cada episodio podría resumirse en: persona honrada que sufre el acoso, extorsión del usurero, estafador, cacique local, de gran ciudad o de pueblo de la América profunda, no pudiendo hacer nada ni siquiera recurrir a las autoridades (que solían estar sobornadas o ser colaboradoras con el más fuerte), contacta a la desesperada con El equipo A. Estos le hacían pasar varias pruebas para cerciorarse de que no era un agente de la policía o el ejército, ya que eran fugitivos; consistía en varias citas en lugares como lavanderías chinas o sitios que formaban parte de la economía sumergida. Al final era el propio Hannibal disfrazado el que daba el visto bueno, el contratante les explicaba su problema y se ponían en acción. Recopilan información, hacen averiguaciones, investigan, se surten del material necesario y hacen una visita o atraen a la banda hasta ellos, momento en que los pillan por sorpresa dándoles un escarmiento; termina el primer acto. Los delincuentes vuelven derrotados y su jefe les reprende, amenazándoles e instándoles a no volver a fallar, ahora son ellos los que contraatacan, normalmente tendiéndoles una emboscada o raptando a un familiar del contratante, el equipo es capturado y llevado a algún lugar donde son confinados, mientras se decide su destino; estos urden un plan de escape ayudados por la incompetencia de los delincuentes, que solían encerrarles en sitios como almacenes de maquinaria, laboratorios o talleres mecánicos... con lo cual solo tenían que usar sus habilidades para convertir los instrumentos que estaban a su alcance en armas contundentes; escapan y de nuevo pillan desprevenida a la banda, se desencadena entonces el clímax final donde se producen una enorme cantidad de peleas, tiroteos y explosiones, solía terminar con el jefe huyendo en su coche, recibiendo un disparo en las ruedas o un impacto de granada, la onda expansiva lanzaba el vehículo por los aires, chocaba contra el suelo y daba varias vueltas de campana, quedando totalmente destruido (estas escenas se rodaban con todo lujo de detalles y varios ángulos de cámara), en la siguiente toma se ve salir a sus ocupantes desorientados y tambaleándose, pero ilesos. El equipo los retiene, yéndose ellos antes de que llegue la policía, agradecimiento del que los ha contratado y final cómico que solía tener como protagonistas a Murdock y M.A.
En la quinta temporada se altera completamente la forma en la que se venía desarrollando el argumento de las anteriores, pasan a ser una especie de agentes secretos en misiones encubiertas para el gobierno, normalmente contra elementos de Alemania Oriental y la Unión Soviética, al mando de un general retirado (Stockwell) de la CIA, ya no son fugitivos al conseguir su perdón trabajando para él, además se añadía un nuevo miembro al equipo (Santana). Ahora cada episodio ya no empieza con un pequeño teaser y continúa con los títulos de crédito, sino que la sintonía aparece después de unos minutos del capítulo regular, es de nueva composición, una versión "disco" de la clásica. Estos cambios tan radicales no fueron del agrado de los seguidores, que veían como se convertía en otra serie estándar  del género, una de tantas en aquellos momentos, tras 13 episodios fue cancelada. Aunque oficialmente el último emitido fue La emboscada, realmente el verdadero final era El equipo de la tercera edad; esto puede saberse porque al final del capítulo además de hacer una especie de despedida, Murdock tiene puesta una camiseta en la cual puede leerse "Fini", durante la trama también deciden dejar de trabajar para Stockwell y seguir por libre como antes.

## Reparto

### Integrantes del «A-team»
- El coronel John "Hannibal" Smith (George Peppard) es el jefe y cerebro del equipo. Este veterano de la guerra de Vietnam recibe su apodo en honor del famoso general cartaginés. Además, Smith es un destacado estudioso de la guerra, especialista en estrategia y siempre está listo para actuar. Su frase más conocida es "Me encanta que los planes salgan bien". Es muy aficionado a disfrazarse y en su tiempo libre suele ejercer como actor en películas de serie B, interpretando el personaje de Acuamán, un monstruo marino. Acostumbra a usar guantes negros y es muy aficionado a fumar puros, que según él lo ayudan a concentrarse.

- El teniente Templeton "Faceman" Peck ("Fénix" en España y "Faz" en Hispanoamérica) (Dirk Benedict) es un sofisticado sex symbol, ligón empedernido, amante de la buena vida y costumbres refinadas (suele quejarse cuando le toca el trabajo manual o no cualificado), siendo el más reacio a meterse en peleas. Se encarga de proveer al equipo de material difícil de conseguir mediante el uso del timo, es especialista en asumir identidades falsas. De carácter bastante independiente, en varias ocasiones intenta abandonar el equipo, prefiriendo vivir sin riesgos (4x09 y 5x07). En el primer capítulo de la primera temporada (El pueblo de San Río Blanco), el actor que encarnaba al personaje era Tim Dunigan pero fue inmediatamente sustituido por Dirk Benedict puesto que los productores pensaban que Dunigan era demasiado joven para encarnar a un veterano de la guerra de Vietnam. Además dispone, al igual que Baracus, de su propio medio de transporte, un impresionante coche deportivo de la marca Chevrolet, modelo Corvette C4.

- El capitán H. M. "Howling Mad" Murdock ("Loco Murdock" en Hispanoamérica) (Dwight Schultz) se hace pasar por un enfermo mental siendo un experto piloto de aviones de guerra y helicópteros, que realizó misiones en Vietnam y suele discutir con su compañero Baracus. Está internado en un hospital psiquiátrico, pero a la hora de las misiones sus compañeros lo suelen ayudar a escapar. Normalmente es el que rescata al equipo cuando cae en alguna emboscada, le ayuda mucho el no estar en busca y captura por parte del ejército, en varias ocasiones demuestra incluso ser el más cuerdo de la unidad y contar con la mayor capacidad de sacrificio en situaciones extremas. Suele vestir con gorra de béisbol, cazadora de aviador de cuero marrón con una cabeza de tigre en el dorso y zapatillas Converse.

- El sargento Bosco Albert "B.A." Baracus ("Mario Baracus" en Hispanoamérica, "M.A." en España) (Mr. T) es un experto mecánico y conductor. A pesar de su enorme fuerza y mal carácter tiene miedo a volar, lo que ocasiona problemas al resto del equipo que tiene que dejarlo inconsciente mediante drogas, golpes o hipnosis, para viajar de esta forma. No se lleva bien con Murdock, del que desconfía siempre e insta normalmente a trasladarse en avión para las misiones. Suele conducir su furgoneta GMC (medio principal del grupo), asustándose cuando otro lo hace, y llevar una gran cantidad de colgantes de oro, pendientes y anillos, así como una característica cresta (usada por la tribu mandinga de África). En España el apodo se tradujo del inglés "B.A." (Bad Attitude) a "M.A." (Mala actitud), recibe este alias porque durante su servicio en el ejército, acostumbraba a contradecir las órdenes de sus superiores, llegando incluso a la violencia física contra los oficiales o jefes.[1] Siendo los "músculos" del equipo, se enfrenta sin ninguna dificultad a la mayoría de esbirros o matones a los que suele lanzar por encima de estructuras, en algunos episodios tiene peleas muy intensas con forzudos de su mismo tamaño.

### Otros personajes

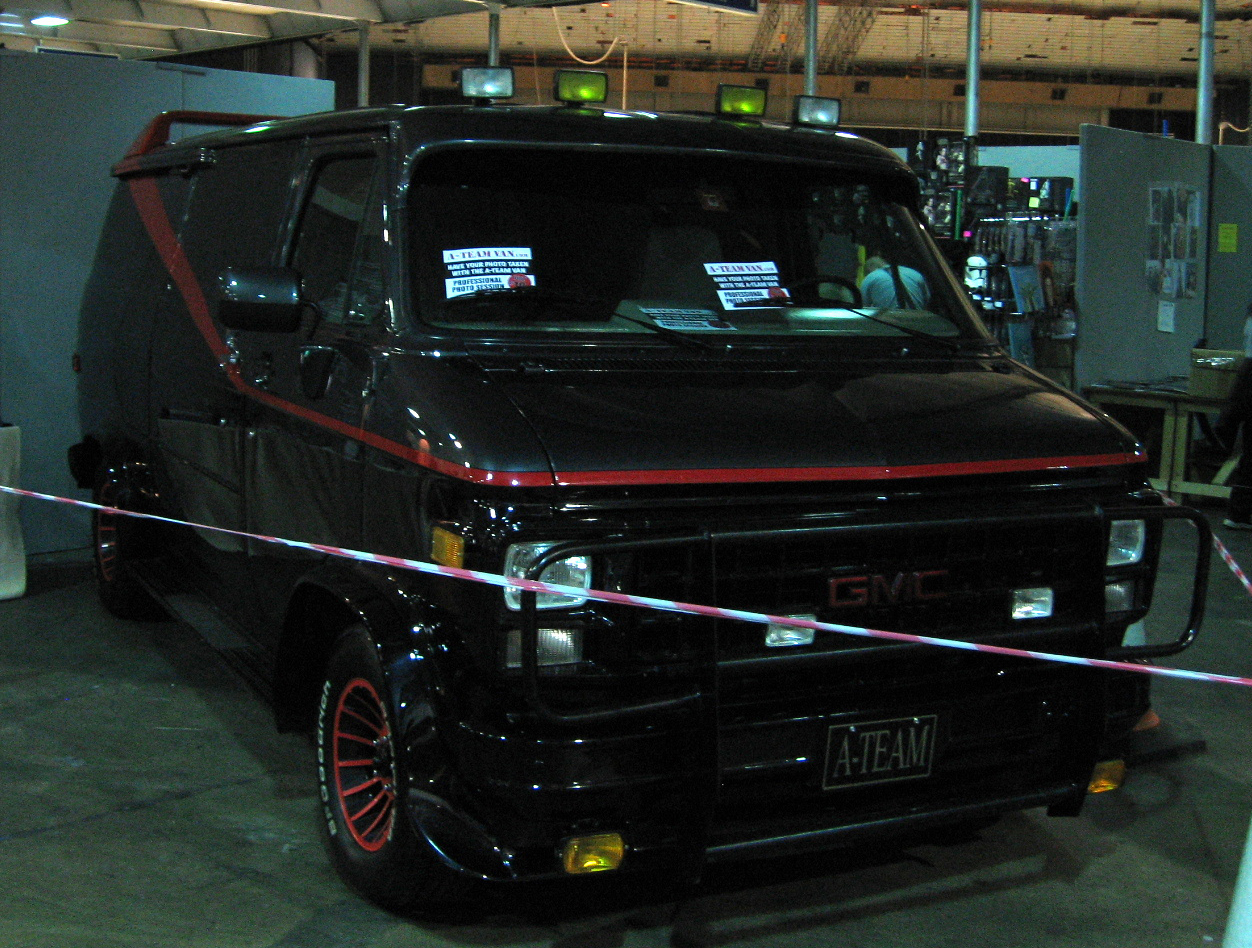
Réplica de la furgoneta GMC Vandura utilizada en la serie.

- Amy Amanda "Triple A" Allen (Melinda Culea) es una periodista que el equipo se ve obligado a acoger para que no les descubran. Gracias a ella, los fugitivos obtienen información valiosa cuando la necesitan. Solo apareció durante la primera temporada y parte de la segunda, hasta que en el episodio 2x12 desapareció definitivamente.

- Tawnia Baker (Marla Heasley) fue la periodista sustituta de Amy que proporcionó información al A-Team, durante algunos capítulos de la segunda temporada (última aparición en el episodio 3x03).

- Frankie Santana (Eddie Vélez) se une al A-Team en la quinta temporada antes de que trabajaran bajo las órdenes de Stockwell. Parece unirse voluntariamente a éstos después de casi matar a Hannibal, pero pronto se descubre que trabaja para Stockwell y se ve forzado a unirse al A-Team cuando este trabaja, como él, para el general ya retirado. Es un experto en efectos especiales.

- El general (retirado) Hunt Stockwell (Robert Vaughn) propone al A-Team, cuando están arrestados y pendientes de juicio en la quinta y última temporada, que trabajen para él a cambio de que sean retirados todos los cargos que hay contra ellos. Sintiéndose entre la espada y la pared, el A-Team acepta. Su personalidad solía chocar no pocas veces con ellos, sobre todo con Hannibal, ya que frente a la forma de actuar poco ortodoxa de este, Stockwell es mucho más metódico y técnico dejando muy pocas opciones al azar, en contraste con la improvisación y el actuar sobre la marcha que es característica del equipo.

- El coronel de la Policía Militar del Ejército de los Estados Unidos Derryck Lynch (William Lucking) busca incansablemente al A-Team con el fin de encarcelarlos durante la primera temporada. Aunque posee un gran espíritu y fuerza de voluntad, en realidad no es muy listo, y siempre acaba siendo objeto de burla por parte de Hannibal.

- El coronel Roderick Decker (Lance LeGault) sustituyó a Lynch en su trabajo de encarcelar al equipo durante la segunda y tercera temporada. Más cabezota, violento e insistente en su deseo de meter entre rejas a los cuatro fugitivos, Decker resulta ser siempre víctima de Hannibal, que le deja en ridículo. También es el que está más dispuesto al juego sucio con tal de capturar al A-Team.

- El general de brigada Bull Fulbright (Jack Ging) fue el sustituto de Decker durante 8 capítulos. El más inteligente de los tres en su misión de capturarles. Tuvo que recurrir a ellos en una ocasión (episodio 4x23) para que le ayudaran a encontrar a una hija que tuvo en Vietnam. Al finalizar este capítulo, es uno de los dos únicos personajes que se muestra que mueren a lo largo de las cinco temporadas de la serie (el otro en el episodio siete de la primera temporada); además de una manera bastante dramática, que rompe con el esquema desenfadado de la serie.

### Estrellas invitadas
A lo largo de sus casi cien episodios y cinco temporadas, en la serie fueron apareciendo una gran cantidad de rostros conocidos en papeles protagonistas, secundarios o cameos. Desde estrellas o famosos locales hasta de nivel internacional. Actores como: Dean Stockwell (que más tarde sería conocido por Quantum Leap), en el episodio 1x04; David McCallum en el 5x06, recordado por protagonizar junto a Robert Vaughn la serie El agente de CIPOL; Yaphet Kotto (1x07), que interpretó a Parker uno de los pasajeros de la nave Nostromo en la primera película de Alien; John Saxon (1x02 y 3x19), conocido por Pesadilla en Elm Street y Operación Dragón; La actriz y presentadora española Ana Obregón, en el capítulo doble El día del juicio; Tia Carrere (4x23) protagonista de Cazatesoros; Markie Post (2x03, 3x11) y Della Reese (4x04, en el papel de madre de Barracus), que aparecieron en multitud de producciones en los años 80 y 90; incluso Wendy Fulton (3x22), esposa en la vida real de Dwight Schultz. Cantantes como: Isaac Hayes (4x06), famoso por el tema central de los filmes de Shaft; Boy George (4x16), solista del grupo Culture Club o Rick James (4x06). Deportistas como Hulk Hogan, campeón de lucha libre, haciendo de él mismo en dos (4x07 y 4x21).

## Banda sonora
Fue creada por Mike Post y Pete Carpenter, dos de los compositores de música para series de televisión más conocidos y reputados de las décadas de los 70 y 80, colaboradores habituales en las producciones de Stephen J. Cannell. El tema central, una especie de marcha militar muy pegadiza y reconocible al instante, tuvo varias versiones, la original usada en las tres primeras temporadas, otra con ligeras variaciones en la cuarta y la versión disco empleada en la quinta.

## Doblaje al español
| Personaje                    | Actor original (Estados Unidos)           | Actor de doblaje (Hispanoamérica)  | Actor de doblaje (España)                                                                      |
| ---------------------------- | ----------------------------------------- | ---------------------------------- | ---------------------------------------------------------------------------------------------- |
| John "Hannibal" Smith        | George Peppard                            | Luis Puente desde temp. 2          | Nacho Martínez (doblaje eps. 1-18, 21-24)                                                      |
| John "Hannibal" Smith        | George Peppard                            | Luis Puente desde temp. 2          | Manuel Cano (doblaje eps. 19-20, 25-62, 65-76, 80-83) (redoblaje eps. 63-64)                   |
| John "Hannibal" Smith        | George Peppard                            | Luis Puente desde temp. 2          | Antolín García (doblaje eps. 63-64)                                                            |
| John "Hannibal" Smith        | George Peppard                            | Luis Puente desde temp. 2          | Ruperto Ares (doblaje eps. 77-79, 84-85) (redoblaje de algunas tomas eps. 63-64 [2.º], 78, 84) |
| John "Hannibal" Smith        | George Peppard                            | Luis Puente desde temp. 2          | Antonio Medina (doblaje eps. 86-98)                                                            |
| John "Hannibal" Smith        | George Peppard                            | Luis Puente desde temp. 2          | Ramiro Oliveros (redoblaje eps. 86-98)                                                         |
| Templeton "Faceman" Peck     | Tim Dunigan (eps. 1-2)                    | José Luis Castañeda (temp. 1)      | Juan Antonio Gálvez (doblaje eps. 1-38, 41-65, 70, 86-98)                                      |
| Templeton "Faceman" Peck     | Dirk Benedict (eps. 3-98)                 | Carlos Segundo (temps. 1-3)        | Juan Antonio Gálvez (doblaje eps. 1-38, 41-65, 70, 86-98)                                      |
| Templeton "Faceman" Peck     | Dirk Benedict (eps. 3-98)                 | Jorge Roig (temp. 3)               | Diego Martín (doblaje eps. 39-40, 66-69, 71-85) (redoblaje eps. 63-64)                         |
| Templeton "Faceman" Peck     | Dirk Benedict (eps. 3-98)                 | Humberto Vélez (temps. 3-5)        | Luis Varela (redoblaje eps. 86-98)                                                             |
| H. M. "Howling Mad" Murdock  | Dwight Schultz                            | Alfonso Obregón (temps. 1-4)       | Salvador Aldeguer                                                                              |
| H. M. "Howling Mad" Murdock  | Dwight Schultz                            | Jesse Conde (temps. 4-5)           | Salvador Aldeguer                                                                              |
| Bosco Albert "B. A." Baracus | Mr. T                                     | Mario Sauret (temps. 1-2, 3-4)     | Antonio Iranzo (doblaje eps. 1-98) (redoblaje eps. 63-64, 86-98)                               |
| Bosco Albert "B. A." Baracus | Mr. T                                     | Carlos Segundo (temp. 2)           | Antonio Iranzo (doblaje eps. 1-98) (redoblaje eps. 63-64, 86-98)                               |
| Bosco Albert "B. A." Baracus | Mr. T                                     | Arturo Mercado (temp. 4)           | Antonio Iranzo (doblaje eps. 1-98) (redoblaje eps. 63-64, 86-98)                               |
| Bosco Albert "B. A." Baracus | Mr. T                                     | Eduardo Borja (temps. 4-5)         | Pedro Tena (redoblaje de algunas tomas eps. 63-64 [2.º], 67)                                   |
| Amy Amanda "Triple A" Allen  | Melinda Culea (eps. 1-24, 26)             | Martha Navarro (temps. 1-2)        | Amparo Valencia (doblaje eps. 1-18, 21-24, 26)                                                 |
| Amy Amanda "Triple A" Allen  | Melinda Culea (eps. 1-24, 26)             | Marcela Páez (temp. 2)             | Victoria Angulo (doblaje eps. 19-20)                                                           |
| Tawnia Baker                 | Marla Heasley (eps. 29-33, 35, 37, 39-40) | Ariadna Rivas (temp. 2)            | Elena de Maeztu                                                                                |
| Tawnia Baker                 | Marla Heasley (eps. 29-33, 35, 37, 39-40) | Rebeca Manríquez (temp. 3)         | Elena de Maeztu                                                                                |
| Frankie Santana              | Eddie Vélez (eps. 86-98)                  | Alejandro Byrd                     | Tito Valverde (doblaje eps. 86-98)                                                             |
| Frankie Santana              | Eddie Vélez (eps. 86-98)                  | Alejandro Byrd                     | Carlos Cárdenas (redoblaje eps. 86-92, 94-98)                                                  |
| Frankie Santana              | Eddie Vélez (eps. 86-98)                  | Alejandro Byrd                     | Pablo del Hoyo (redoblaje ep. 93)                                                              |
| Hunt Stockwell               | Robert Vaughn (eps. 86-98)                | Sergio Barrios (principio temp. 5) | Paco Cecilio (doblaje eps. 86-98)                                                              |
| Hunt Stockwell               | Robert Vaughn (eps. 86-98)                | Alejandro Villeli (mitad temp. 5)  | Rafael Romero Marchent (redoblaje eps. 86-92, 94-98)                                           |
| Hunt Stockwell               | Robert Vaughn (eps. 86-98)                | Carlos Petrel (final temp. 5)      | Juan Perucho (redoblaje ep. 93)                                                                |

## Episodios

### Primera temporada (1983)
| N.º total | N.º temp. | Título en Latinoamérica                       | Título en España                   | Título original                      | Director             | Guionista(s)                                                          | Fecha en EE. UU. (original) | Fecha en Latinoamérica | Fecha en España                 |
| --------- | --------- | --------------------------------------------- | ---------------------------------- | ------------------------------------ | -------------------- | --------------------------------------------------------------------- | --------------------------- | ---------------------- | ------------------------------- |
| 1         | 1         | Operación A. T. «El pueblo de San Rio Blanco» | El pueblo de San Río Blanco        | Mexican Slayride                     | Rod Holcomb          | Frank Lupo y Stephen J. Cannell                                       | 23 de enero de 1983         | ¿?                     | 20 de julio de 1985 (La 1)      |
| 2         | 2         | Operación A. T. «El pueblo de San Rio Blanco» | El pueblo de San Río Blanco        | Mexican Slayride                     | Rod Holcomb          | Frank Lupo y Stephen J. Cannell                                       | 23 de enero de 1983         | ¿?                     | 20 de julio de 1985 (La 1)      |
| 3         | 3         | Los hijos de Jamestown                        | Los hijos de Jamestown             | Children of Jamestown                | Christian I. Nyby II | Stephen J. Cannell                                                    | 30 de enero de 1983         | ¿?                     | 14 de septiembre de 1985 (La 1) |
| 4         | 4         | Presos y convictos                            | Presos y convictos                 | Pros and Cons                        | Ron Satlof           | Stephen J. Cannell                                                    | 8 de febrero de 1983        | ¿?                     | 27 de julio de 1985 (La 1)      |
| 5         | 5         | Una guerra pequeña y mortal                   | Una guerra pequeña y mortal        | A Small and Deadly War               | Ron Satlof           | Frank Lupo                                                            | 15 de febrero de 1983       | ¿?                     | 16 de noviembre de 1985 (La 1)  |
| 6         | 6         | Día negro en Bad Rock                         | Día negro en Bad Rock              | Black Day at Bad Rock                | Christian I. Nyby II | Patrick Hasburgh                                                      | 22 de febrero de 1983       | ¿?                     | 31 de agosto de 1985 (La 1)     |
| 7         | 7         | El conejo que se comió Las Vegas              | El conejito que se comió Las Vegas | The Rabbit Who Ate Las Vegas         | Bruce Kessler        | Frank Lupo                                                            | 1 de marzo de 1983          | ¿?                     | 24 de agosto de 1985 (La 1)     |
| 8         | 8         | Los habitantes de las afueras                 | Los forasteros                     | The Out-of-Towners                   | Chuck Bowman         | Frank Lupo                                                            | 15 de marzo de 1983         | ¿?                     | 23 de noviembre de 1985 (La 1)  |
| 9         | 9         | Vacaciones en las colinas                     | Vacaciones en las montañas         | Holiday in the Hills                 | Arnold Laven         | Babs Greyhosky                                                        | 22 de marzo de 1983         | ¿?                     | 3 de agosto de 1985 (La 1)      |
| 10        | 10        | Operación Costa Oeste                         | Operación Costa Oeste              | West Coast Turnaround                | Guy Magar            | Historia: Babs Greyhosky Guion: Stephen J. Cannell y Patrick Hasburgh | 5 de abril de 1983          | ¿?                     | 21 de septiembre de 1985 (La 1) |
| 11        | 11        | Una vez más                                   | Una vez más                        | One More Time                        | Arnold Laven         | Historia: Babs Greyhosky Guion: Frank Lupo y Patrick Hasburgh         | 12 de abril de 1983         | ¿?                     | 30 de noviembre de 1985 (La 1)  |
| 12        | 12        | Hasta que la muerte nos separe                | Hasta que la muerte nos separe     | Till Death Do Us Part                | Guy Magar            | Babs Greyhosky                                                        | 19 de abril de 1983         | ¿?                     | 28 de septiembre de 1985 (La 1) |
| 13        | 13        | Pasajeros insólitos                           | Pasajeros insólitos                | The Beast from the Belly of a Boeing | Ron Satlof           | Patrick Hasburgh                                                      | 3 de mayo de 1983           | ¿?                     | 14 de diciembre de 1985 (La 1)  |
| 14        | 14        | Un sitio agradable de visitar                 | Un sitio agradable de visitar      | A Nice Place to Visit                | Bernard McEveety     | Frank Lupo                                                            | 10 de mayo de 1983          | ¿?                     | 21 de diciembre de 1985 (La 1)  |

### Segunda temporada (1983-1984)
| N.º total | N.º temp. | Título en Latinoamérica              | Título en España                     | Título original                    | Director             | Guionista(s)                                                  | Fecha en EE. UU. (original) | Fecha en Latinoamérica | Fecha en España                    |
| --------- | --------- | ------------------------------------ | ------------------------------------ | ---------------------------------- | -------------------- | ------------------------------------------------------------- | --------------------------- | ---------------------- | ---------------------------------- |
| 15        | 1         | Diamantes en la arena                | Diamantes en la arena                | Diamonds 'n' Dust                  | Ron Satlof           | Patrick Hasburgh                                              | 20 de septiembre de 1983    | ¿?                     | 7 de septiembre de 1985 (La 1)     |
| 16        | 2         | Receta para un pan relleno           | Receta para un pan relleno           | Recipe for Heavy Bread             | Bernard McEveety     | Stephen J. Cannell                                            | 27 de septiembre de 1983    | ¿?                     | 28 de diciembre de 1985 (La 1)     |
| 17        | 3         | La única iglesia del pueblo          | La única iglesia del pueblo          | The Only Church in Town            | Christian I. Nyby II | Babs Greyhosky                                                | 11 de octubre de 1983       | ¿?                     | 19 de octubre de 1985 (La 1)       |
| 18        | 4         | Marejada en la frontera              | Marejada en la frontera              | Bad Time on the Border             | Bruce Kessler        | Richard Christian Matheson y Thomas Szollosi                  | 18 de octubre de 1983       | ¿?                     | 10 de agosto de 1985 (La 1)        |
| 19        | 5         | ¿Cuándo volverás, llanero solitario? | ¿Cuándo volverás, llanero solitario? | When You Comin' Back, Range Rider? | Christian I. Nyby II | Frank Lupo                                                    | 25 de octubre de 1983       | ¿?                     | 12 de noviembre de 1990 (Antena 3) |
| 20        | 6         | ¿Cuándo volverás, llanero solitario? | ¿Cuándo volverás, llanero solitario? | When You Comin' Back, Range Rider? | Christian I. Nyby II | Frank Lupo                                                    | 25 de octubre de 1983       | ¿?                     | 14 de noviembre de 1990 (Antena 3) |
| 21        | 7         | La guerra de los taxis               | La guerra de los taxis               | The Taxicab Wars                   | Gilbert M. Shilton   | Stephen J. Cannell                                            | 1 de noviembre de 1983      | ¿?                     | 11 de enero de 1986 (La 1)         |
| 22        | 8         | Con el sudor de tu frente            | Con el sudor de tu frente            | Labor Pains                        | Arnold Laven         | Richard Christian Matheson y Thomas Szollosi                  | 8 de noviembre de 1983      | ¿?                     | 17 de agosto de 1985 (La 1)        |
| 23        | 9         | Siempre se pesca algo                | Siempre se pesca algo                | There's Always a Catch             | Ron Satlof           | Richard Christian Matheson y Thomas Szollosi                  | 15 de noviembre de 1983     | ¿?                     | 4 de enero de 1986 (La 1)          |
| 24        | 10        | Agua por todas partes                | Agua por todas partes                | Water, Water Everywhere            | Sidney Hayers        | Historia: Sidney Ellis Guion: Jo Swerling, Jr. y Sidney Ellis | 22 de noviembre de 1983     | ¿?                     | 2 de noviembre de 1985 (La 1)      |
| 25        | 11        | Acero                                | Acero                                | Steel                              | Gilbert M. Shilton   | Frank Lupo                                                    | 29 de noviembre de 1983     | ¿?                     | 7 de marzo de 1987 (La 1)          |
| 26        | 12        | Joe Morgan para «sheriff»            | Joe Morgan para «sheriff»            | The White Ballot                   | Dennis Donnelly      | Jeff Ray                                                      | 6 de diciembre de 1983      | ¿?                     | 14 de noviembre de 1987 (La 1)     |
| 27        | 13        | La vaca maltesa                      | La vaca maltesa                      | The Maltese Cow                    | Dennis Donnelly      | Richard Christian Matheson y Thomas Szollosi                  | 13 de diciembre de 1983     | ¿?                     | 14 de febrero de 1987 (La 1)       |
| 28        | 14        | A vista de avión                     | A vista de avión                     | In Plane Sight                     | Tony Mordente        | Babs Greyhosky                                                | 3 de enero de 1984          | ¿?                     | 12 de septiembre de 1987 (La 1)    |
| 29        | 15        | La batalla de Bel-Air                | La batalla de Bel-Air                | The Battle of Bel-Air              | Gilbert M. Shilton   | Frank Lupo                                                    | 10 de enero de 1984         | ¿?                     | 19 de septiembre de 1987 (La 1)    |
| 30        | 16        | Díselo con balas                     | Díselo con balas                     | Say It With Bullets                | Dennis Donnelly      | Richard Christian Matheson y Thomas Szollosi                  | 17 de enero de 1984         | ¿?                     | 4 de abril de 1987 (La 1)          |
| 31        | 17        | Veneno puro                          | Veneno puro                          | Pure-Dee Poison                    | Dennis Donnelly      | Allan Cole y Chris Bunch                                      | 31 de enero de 1984         | ¿?                     | 21 de marzo de 1987 (La 1)         |
| 32        | 18        | Ahí fuera hay un desierto            | Ahí fuera hay un desierto            | It's a Desert Out There            | Arnold Laven         | Bruce Cervi                                                   | 7 de febrero de 1984        | ¿?                     | 24 de octubre de 1987 (La 1)       |
| 33        | 19        | Un negocio de desguace               | Un negocio de desguace               | Chopping Spree                     | Michael O'Herlihy    | Stephen Katz                                                  | 14 de febrero de 1984       | ¿?                     | 25 de abril de 1987 (La 1)         |
| 34        | 20        | Más difícil de lo que parecía        | Más difícil de lo que parecía        | Harder Than It Looks               | Ivan Dixon           | Babs Greyhosky                                                | 21 de febrero de 1984       | ¿?                     | 31 de octubre de 1987 (La 1)       |
| 35        | 21        | Maniobras mortales                   | Maniobras mortales                   | Deadly Maneuvers                   | Mike Vejar           | Richard Christian Matheson y Thomas Szollosi                  | 28 de febrero de 1984       | ¿?                     | 18 de abril de 1987 (La 1)         |
| 36        | 22        | Persuasión semiamistosa              | Persuasión semiamistosa              | Semi-Friendly Persuasion           | Craig R. Baxley      | Danny Lee Cole                                                | 8 de mayo de 1984           | ¿?                     | 7 de febrero de 1987 (La 1)        |
| 37        | 23        | Recuerdos de un amigo                | Recuerdos de un amigo                | Curtain Call                       | Dennis Donnelly      | Stephen Katz                                                  | 15 de mayo de 1984          | ¿?                     | 2 de mayo de 1987 (La 1)           |

### Tercera temporada (1984-1985)
| N.º total | N.º temp. | Título en Latinoamérica      | Título en España             | Título original          | Director          | Guionista(s)                    | Fecha en EE. UU. (original) | Fecha en Latinoamérica | Fecha en España                 |
| --------- | --------- | ---------------------------- | ---------------------------- | ------------------------ | ----------------- | ------------------------------- | --------------------------- | ---------------------- | ------------------------------- |
| 38        | 1         | Balas y bikinis              | Balas y bikinis              | Bullets and Bikinis      | Dennis Donnelly   | Mark Jones                      | 18 de septiembre de 1984    | ¿?                     | 11 de abril de 1987 (La 1)      |
| 39        | 2         | El recodo del río            | El recodo del río            | The Bend in the River    | Michael O'Herlihy | Stephen J. Cannell y Frank Lupo | 25 de septiembre de 1984    | ¿?                     | 26 de agosto de 1988 (La 1)     |
| 40        | 3         | El recodo del río            | El recodo del río            | The Bend in the River    | Michael O'Herlihy | Stephen J. Cannell y Frank Lupo | 25 de septiembre de 1984    | ¿?                     | 29 de agosto de 1988 (La 1)     |
| 41        | 4         | Fuego                        | Fuego                        | Fire                     | Tony Mordente     | Stephen Katz                    | 2 de octubre de 1984        | ¿?                     | 28 de marzo de 1987 (La 1)      |
| 42        | 5         | ¡Árbol va!                   | ¡Árbol va!                   | Timber!                  | David Hemmings    | Jeff Ray                        | 16 de octubre de 1984       | ¿?                     | 26 de septiembre de 1987 (La 1) |
| 43        | 6         | Ataque doble                 | Ataque doble                 | Double Heat              | Craig R. Baxley   | Stephen Katz                    | 23 de octubre de 1984       | ¿?                     | 8 de agosto de 1987 (La 1)      |
| 44        | 7         | Problemas sobre ruedas       | Problemas sobre ruedas       | Trouble on Wheels        | Michael O'Herlihy | Mark Jones                      | 30 de octubre de 1984       | ¿?                     | 15 de agosto de 1987 (La 1)     |
| 45        | 8         | La isla                      | La isla                      | The Island               | Michael O'Herlihy | Mark Jones                      | 13 de noviembre de 1984     | ¿?                     | 22 de agosto de 1987 (La 1)     |
| 46        | 9         | Gira por toda Europa         | Una gira por Europa          | Showdown!                | James Fargo       | Milt Rosen                      | 20 de noviembre de 1984     | ¿?                     | 1 de agosto de 1987 (La 1)      |
| 47        | 10        | Los «sheriffs» de Rivertown  | Los «sheriffs» de Rivertown  | Sheriffs of Rivertown    | Dennis Donnelly   | Mark Jones                      | 27 de noviembre de 1984     | ¿?                     | 25 de julio de 1987 (La 1)      |
| 48        | 11        | Las Campanas de Santa María  | Esta noche, Las Bells        | The Bells of St. Mary's  | Dennis Donnelly   | Stephen J. Cannell              | 4 de diciembre de 1984      | ¿?                     | 5 de septiembre de 1987 (La 1)  |
| 49        | 12        | La última moda               | La última moda               | Hot Styles               | Tony Mordente     | Stephen Katz                    | 11 de diciembre de 1984     | ¿?                     | 10 de octubre de 1987 (La 1)    |
| 50        | 13        | Fuera de combate             | Fuera de combate             | Breakout!                | Dennis Donnelly   | Stephen Katz y Mark Jones       | 18 de diciembre de 1984     | ¿?                     | 9 de mayo de 1987 (La 1)        |
| 51        | 14        | Coma donde Joe               | Un café en Joe               | Cup A' Joe               | Craig R. Baxley   | Dennis O'Keefe III              | 8 de enero de 1985          | ¿?                     | 7 de noviembre de 1987 (La 1)   |
| 52        | 15        | El gran apretón              | Aprieta, pero no ahogues     | The Big Squeeze          | Arnold Laven      | Stephen J. Cannell              | 15 de enero de 1985         | ¿?                     | 16 de mayo de 1987 (La 1)       |
| 53        | 16        | Campeón                      | Campeón                      | Champ!                   | Michael O'Herlihy | Stephen Katz                    | 22 de enero de 1985         | ¿?                     | 17 de octubre de 1987 (La 1)    |
| 54        | 17        | Pieles                       | Pieles                       | Skins                    | Dennis Donnelly   | Mark Jones                      | 29 de enero de 1985         | ¿?                     | 6 de junio de 1987 (La 1)       |
| 55        | 18        | Un casino en un camión       | Un casino en un camión       | Road Games               | Dennis Donnelly   | Mark Jones                      | 5 de febrero de 1985        | ¿?                     | 13 de junio de 1987 (La 1)      |
| 56        | 19        | Blancos móviles              | Blancos móviles              | Moving Targets           | Dennis Donnelly   | Mark Jones                      | 12 de febrero de 1985       | ¿?                     | 18 de julio de 1987 (La 1)      |
| 57        | 20        | Caballeros de la ruta        | Caballeros de la ruta        | Knights of the Road      | Michael O'Herlihy | Burt Pearl y Steven L. Sears    | 26 de febrero de 1985       | ¿?                     | 20 de junio de 1987 (La 1)      |
| 58        | 21        | Desperdicios                 | Desperdicios                 | Waste 'Em!               | Sidney Hayers     | Stephen Katz y Mark Jones       | 5 de marzo de 1985          | ¿?                     | 29 de agosto de 1987 (La 1)     |
| 59        | 22        | Recompensa                   | Recompensa                   | Bounty                   | Michael O'Herlihy | Mark Jones & Stephen Katz       | 2 de abril de 1985          | ¿?                     | 27 de junio de 1987 (La 1)      |
| 60        | 23        | Asalto en Beverly Hills      | Asalto en Beverly Hills      | Beverly Hills Assault    | Craig R. Baxley   | Paul Birnbaum                   | 9 de abril de 1985          | ¿?                     | 11 de julio de 1987 (La 1)      |
| 61        | 24        | Se está cociendo un problema | Se está cociendo un problema | Trouble Brewing          | Michael O'Herlihy | Burt Pearl y Steven L. Sears    | 7 de mayo de 1985           | ¿?                     | 4 de julio de 1987 (La 1)       |
| 62        | 25        | Incidente en Crystal Lake    | Incidente en Lago Cristal    | Incident at Crystal Lake | Tony Mordente     | Stephen J. Cannell y Frank Lupo | 14 de mayo de 1985          | ¿?                     | 3 de octubre de 1987 (La 1)     |

### Cuarta temporada (1985-1986)
| N.º total | N.º temp. | Título en Latinoamérica                   | Título en España                             | Título original                            | Director          | Guionista(s)                                              | Fecha en EE. UU. (original) | Fecha en Latinoamérica | Fecha en España                                                       |
| --------- | --------- | ----------------------------------------- | -------------------------------------------- | ------------------------------------------ | ----------------- | --------------------------------------------------------- | --------------------------- | ---------------------- | --------------------------------------------------------------------- |
| 63        | 1         | El día del juicio                         | En acción contra la mafia (doblaje original) | Judgment Day                               | David Hemmings    | Frank Lupo                                                | 24 de septiembre de 1985    | ¿?                     | doblaje original del episodio completo: 1 de septiembre de 1986 (VHS) |
| 63        | 1         | El día del juicio                         | El día del juicio (redoblaje)                | Judgment Day                               | David Hemmings    | Frank Lupo                                                | 24 de septiembre de 1985    | ¿?                     | redoblaje del episodio completo: 24 de agosto de 1988 (La 1)          |
| 63        | 1         | El día del juicio                         | El día del juicio (redoblaje)                | Judgment Day                               | David Hemmings    | Frank Lupo                                                | 24 de septiembre de 1985    | ¿?                     | segundo redoblaje de algunas tomas: 26 de junio de 2007 (DVD)         |
| 64        | 2         | El día del juicio                         | En acción contra la mafia (doblaje original) | Judgment Day                               | David Hemmings    | Frank Lupo                                                | 24 de septiembre de 1985    | ¿?                     | doblaje original del episodio completo: 1 de septiembre de 1986 (VHS) |
| 64        | 2         | El día del juicio                         | El día del juicio (redoblaje)                | Judgment Day                               | David Hemmings    | Frank Lupo                                                | 24 de septiembre de 1985    | ¿?                     | redoblaje del episodio completo: 25 de agosto de 1988 (La 1)          |
| 64        | 2         | El día del juicio                         | El día del juicio (redoblaje)                | Judgment Day                               | David Hemmings    | Frank Lupo                                                | 24 de septiembre de 1985    | ¿?                     | segundo redoblaje de algunas tomas: 26 de junio de 2007 (DVD)         |
| 65        | 3         | ¿Dónde está el monstruo cuando lo buscas? | ¿Dónde está el monstruo cuando lo buscas?    | Where Is the Monster When You Need Him?    | Michael O'Herlihy | Stephen J. Cannell                                        | 1 de octubre de 1985        | ¿?                     | 21 de noviembre de 1987 (La 1)                                        |
| 66        | 4         | Alquiler con opción a muerte              | Alquiler con opción a muerte                 | Lease with an Option to Die                | David Hemmings    | Bill Nuss                                                 | 22 de octubre de 1985       | ¿?                     | 12 de agosto de 1988 (La 1)                                           |
| 67        | 5         | El camino de la esperanza                 | El camino de la esperanza                    | The Road to Hope                           | David Hemmings    | Stephen J. Cannell                                        | 29 de octubre de 1985       | ¿?                     | doblaje del episodio completo: 10 de agosto de 1988 (La 1)            |
| 67        | 5         | El camino de la esperanza                 | El camino de la esperanza                    | The Road to Hope                           | David Hemmings    | Stephen J. Cannell                                        | 29 de octubre de 1985       | ¿?                     | redoblaje de algunas tomas: 26 de junio de 2007 (DVD)                 |
| 68        | 6         | El corazón del «rock and roll»            | El corazón del «rock and roll»               | The Heart of Rock N' Roll                  | Tony Mordente     | Frank Lupo                                                | 5 de noviembre de 1985      | ¿?                     | 15 de agosto de 1988 (La 1)                                           |
| 69        | 7         | Lucha libre                               | Lucha libre                                  | Body Slam                                  | Craig R. Baxley   | Bill Nuss                                                 | 12 de noviembre de 1985     | ¿?                     | 1 de agosto de 1988 (La 1)                                            |
| 70        | 8         | Sangre, sudor y victoria                  | Sangre, sudor y victoria                     | Blood, Sweat, and Cheers                   | Sidney Hayers     | Tom Blomquist                                             | 19 de noviembre de 1985     | ¿?                     | 28 de noviembre de 1987 (La 1)                                        |
| 71        | 9         | Cambio de personalidad                    | Cambio de personalidad                       | Mind Games                                 | Michael O'Herlihy | Stephen J. Cannell                                        | 26 de noviembre de 1985     | ¿?                     | 3 de agosto de 1988 (La 1)                                            |
| 72        | 10        | Como buenos vecinos                       | Como buenos vecinos                          | There Goes the Neighborhood                | Dennis Donnelly   | Bill Nuss                                                 | 3 de diciembre de 1985      | ¿?                     | 28 de julio de 1988 (La 1)                                            |
| 73        | 11        | El doctor no está                         | El doctor no está                            | The Doctor Is Out                          | David Hemmings    | Richard Christian Matheson y Thomas Szollosi              | 10 de diciembre de 1985     | ¿?                     | 11 de agosto de 1988 (La 1)                                           |
| 74        | 12        | El tío Partenueces                        | El tío Partenueces                           | Uncle Buckle-Up                            | Michael O'Herlihy | Danny Lee Cole                                            | 17 de diciembre de 1985     | ¿?                     | 16 de agosto de 1988 (La 1)                                           |
| 75        | 13        | La rueda de la fortuna                    | La rueda de la fortuna                       | Wheel of Fortune                           | David Hemmings    | Bill Nuss                                                 | 14 de enero de 1986         | ¿?                     | 18 de agosto de 1988 (La 1)                                           |
| 76        | 14        | Viene el equipo A, viene el equipo A      | Viene el equipo A, viene el equipo A         | The A-Team Is Coming, the A-Team Is Coming | David Hemmings    | Steve Beers                                               | 21 de enero de 1986         | ¿?                     | 29 de julio de 1988 (La 1)                                            |
| 77        | 15        | Solo para socios                          | Solo para socios                             | Members Only                               | Tony Mordente     | Bill Nuss                                                 | 28 de enero de 1986         | ¿?                     | 4 de agosto de 1988 (La 1)                                            |
| 78        | 16        | Cowboy George                             | Cowboy George                                | Cowboy George                              | Tony Mordente     | Stephen J. Cannell                                        | 11 de febrero de 1986       | ¿?                     | doblaje del episodio completo: 5 de agosto de 1988 (La 1)             |
| 78        | 16        | Cowboy George                             | Cowboy George                                | Cowboy George                              | Tony Mordente     | Stephen J. Cannell                                        | 11 de febrero de 1986       | ¿?                     | redoblaje de algunas tomas: 26 de junio de 2007 (DVD)                 |
| 79        | 17        | Esperando a Wayne el Loco                 | Esperando a Wayne el Loco                    | Waiting for Insane Wayne                   | Craig R. Baxley   | Stephen J. Cannell y Frank Lupo                           | 18 de febrero de 1986       | ¿?                     | 19 de agosto de 1988 (La 1)                                           |
| 80        | 18        | Misterio en Whispering Pines              | Misterio en Whispering Pines                 | The Duke of Whispering Pines               | Sidney Hayers     | Jayne C. Ehrlich                                          | 25 de febrero de 1986       | ¿?                     | 17 de agosto de 1988 (La 1)                                           |
| 81        | 19        | Bajo la superficie                        | Bajo la superficie                           | Beneath the Surface                        | Michael O'Herlihy | ‘’Historia’’: Lloyd J. Schwartz ’’Guion’’: Danny Lee Cole | 4 de marzo de 1986          | ¿?                     | 2 de agosto de 1988 (La 1)                                            |
| 82        | 20        | La misión de la paz                       | La misión de la paz                          | Mission of Peace                           | Craig R. Baxley   | Steven L. Sears y Burt Pearl                              | 11 de marzo de 1986         | ¿?                     | 23 de agosto de 1988 (La 1)                                           |
| 83        | 21        | ¿Qué ocurre con Harry?                    | ¿Qué ocurre con Harry?                       | The Trouble with Harry                     | David Hemmings    | Bull Nuss                                                 | 25 de marzo de 1986         | ¿?                     | 8 de agosto de 1988 (La 1)                                            |
| 84        | 22        | El equipo y la familia                    | El equipo y la familia                       | A Little Town With an Accent               | Michael O'Herlihy | Richard Christian Matheson y Thomas Szollosi              | 6 de mayo de 1986           | ¿?                     | doblaje del episodio completo: 22 de agosto de 1988 (La 1)            |
| 84        | 22        | El equipo y la familia                    | El equipo y la familia                       | A Little Town With an Accent               | Michael O'Herlihy | Richard Christian Matheson y Thomas Szollosi              | 6 de mayo de 1986           | ¿?                     | redoblaje de algunas tomas: 26 de junio de 2007 (DVD)                 |
| 85        | 23        | El ruido del trueno                       | El ruido del trueno                          | The Sound of Thunder                       | Michael O'Herlihy | Frank Lupo                                                | 13 de mayo de 1986          | ¿?                     | 9 de agosto de 1988 (La 1)                                            |

### Quinta temporada (1986-1987)
| N.º total | N.º temp. | Título en Latinoamérica      | Título en España                               | Título original                          | Director            | Guionista(s)                 | Fecha en EE. UU. (original) | Fecha en Latinoamérica | Fecha en España                                   |
| --------- | --------- | ---------------------------- | ---------------------------------------------- | ---------------------------------------- | ------------------- | ---------------------------- | --------------------------- | ---------------------- | ------------------------------------------------- |
| 86        | 1         | El topo                      | El hombre de los efectos (doblaje original)    | Dishpan Man (oficial)                    | Tony Mordente       | Stephen J. Cannell           | 26 de septiembre de 1986    | ¿?                     | doblaje original: 30 de agosto de 1988 (La 1)     |
| 86        | 1         | El topo                      | El topo (redoblaje)                            | The Court Martial (Part 1) (alternativo) | Tony Mordente       | Stephen J. Cannell           | 26 de septiembre de 1986    | ¿?                     | redoblaje: 8 de julio de 1991 (Antena 3)          |
| 87        | 2         | Consejo de guerra            | Juicio a muerte (doblaje original)             | Trial by Fire (oficial)                  | Les Sheldon         | Tom Blomquist                | 3 de octubre de 1986        | ¿?                     | doblaje original: 31 de agosto de 1988 (La 1)     |
| 87        | 2         | Consejo de guerra            | Consejo de guerra (redoblaje)                  | The Court Martial (Part 2) (alternativo) | Les Sheldon         | Tom Blomquist                | 3 de octubre de 1986        | ¿?                     | redoblaje: 11 de julio de 1991 (Antena 3)         |
| 88        | 3         | Línea de fuego               | Línea de fuego                                 | Firing Line (oficial)                    | Michael O'Herlihy   | Frank Lupo                   | 10 de octubre de 1986       | ¿?                     | doblaje original: 1 de septiembre de 1988 (La 1)  |
| 88        | 3         | Línea de fuego               | Línea de fuego                                 | The Court Martial (Part 3) (alternativo) | Michael O'Herlihy   | Frank Lupo                   | 10 de octubre de 1986       | ¿?                     | redoblaje: 15 de julio de 1991 (Antena 3)         |
| 89        | 4         | Táctica defensiva            | Táctica defensiva (doblaje original)           | Quarterback Sneak                        | Craig R. Baxley     | Paul Birnbaum                | 17 de octubre de 1986       | ¿?                     | doblaje original: 2 de septiembre de 1988 (La 1)  |
| 89        | 4         | Táctica defensiva            | El «quarterback» vendido (redoblaje)           | Quarterback Sneak                        | Craig R. Baxley     | Paul Birnbaum                | 17 de octubre de 1986       | ¿?                     | redoblaje: 18 de julio de 1991 (Antena 3)         |
| 90        | 5         | La teoría de la revolución   | La teoría de la revolución                     | The Theory of Revolution                 | Sidney Hayers       | Burt Pearl y Steven L. Sears | 24 de octubre de 1986       | ¿?                     | doblaje original: 5 de septiembre de 1988 (La 1)  |
| 90        | 5         | La teoría de la revolución   | La teoría de la revolución                     | The Theory of Revolution                 | Sidney Hayers       | Burt Pearl y Steven L. Sears | 24 de octubre de 1986       | ¿?                     | redoblaje: 22 de julio de 1991 (Antena 3)         |
| 91        | 6         | La intriga                   | Operación ruidosa (doblaje original)           | The Say UNCLE Affair                     | Michael O'Herlihy   | Terry D. Nelson              | 31 de octubre de 1986       | ¿?                     | doblaje original: 7 de septiembre de 1988 (La 1)  |
| 91        | 6         | La intriga                   | La intriga (redoblaje)                         | The Say UNCLE Affair                     | Michael O'Herlihy   | Terry D. Nelson              | 31 de octubre de 1986       | ¿?                     | redoblaje: 25 de julio de 1991 (Antena 3)         |
| 92        | 7         | Asesinato en el auditorio    | Vivos a las cinco (doblaje original)           | Alive at Five                            | Craig R. Baxley     | Bill Nuss                    | 7 de noviembre de 1986      | ¿?                     | doblaje original: 6 de septiembre de 1988 (La 1)  |
| 92        | 7         | Asesinato en el auditorio    | Asesinato en el auditorio (redoblaje)          | Alive at Five                            | Craig R. Baxley     | Bill Nuss                    | 7 de noviembre de 1986      | ¿?                     | redoblaje: 29 de julio de 1991 (Antena 3)         |
| 93        | 8         | Reunión familiar             | Reunión familiar                               | Family Reunion                           | James Darren        | Steven L. Sears              | 14 de noviembre de 1986     | ¿?                     | doblaje original: 8 de septiembre de 1988 (La 1)  |
| 93        | 8         | Reunión familiar             | Reunión familiar                               | Family Reunion                           | James Darren        | Steven L. Sears              | 14 de noviembre de 1986     | ¿?                     | redoblaje: 1 de agosto de 1991 (Antena 3)         |
| 94        | 9         | El punto sin retorno         | El punto sin retorno (doblaje original)        | Point of No Return                       | Bob Bralver         | Burt Pearl                   | 18 de noviembre de 1986     | ¿?                     | doblaje original: 9 de septiembre de 1988 (La 1)  |
| 94        | 9         | El punto sin retorno         | Punto sin retorno (redoblaje)                  | Point of No Return                       | Bob Bralver         | Burt Pearl                   | 18 de noviembre de 1986     | ¿?                     | redoblaje: 5 de agosto de 1991 (Antena 3)         |
| 95        | 10        | La calavera de cristal       | La calavera de cristal                         | The Crystal Skull                        | Michael O'Herlihy   | Bill Nuss                    | 28 de noviembre de 1986     | ¿?                     | doblaje original: 13 de septiembre de 1988 (La 1) |
| 95        | 10        | La calavera de cristal       | La calavera de cristal                         | The Crystal Skull                        | Michael O'Herlihy   | Bill Nuss                    | 28 de noviembre de 1986     | ¿?                     | redoblaje: 8 de agosto de 1991 (Antena 3)         |
| 96        | 11        | La espía que se burló de mí  | La espía que se burló de mí (doblaje original) | The Spy Who Mugged Me                    | Michael O'Herlihy   | Paul Bernbaum                | 2 de diciembre de 1986      | ¿?                     | doblaje original: 12 de septiembre de 1988 (La 1) |
| 96        | 11        | La espía que se burló de mí  | La espía que me atacó (redoblaje)              | The Spy Who Mugged Me                    | Michael O'Herlihy   | Paul Bernbaum                | 2 de diciembre de 1986      | ¿?                     | redoblaje: 12 de agosto de 1991 (Antena 3)        |
| 97        | 12        | El equipo de la tercera edad | El equipo gris (doblaje original)              | The Grey Team                            | Michael O'Herlihy   | Tom Blomquist                | 30 de diciembre de 1986     | ¿?                     | doblaje original: 14 de septiembre de 1988 (La 1) |
| 97        | 12        | El equipo de la tercera edad | El equipo de la tercera edad (redoblaje)       | The Grey Team                            | Michael O'Herlihy   | Tom Blomquist                | 30 de diciembre de 1986     | ¿?                     | redoblaje: 15 de agosto de 1991 (Antena 3)        |
| 98        | 13        | La emboscada                 | Sin reservas (doblaje original)                | Without Reservations                     | John Peter Kousakis | Bill Nuss                    | 8 de marzo de 1987          | ¿?                     | doblaje original: 15 de septiembre de 1988 (La 1) |
| 98        | 13        | La emboscada                 | La emboscada (redoblaje)                       | Without Reservations                     | John Peter Kousakis | Bill Nuss                    | 8 de marzo de 1987          | ¿?                     | redoblaje: 19 de agosto de 1991 (Antena 3)        |

## El delito que no habían cometido
Oficialmente se dice que durante la guerra de Vietnam, el coronel Samuel Morrison ordena al A-Team que ataque el Banco de Hanói para ayudar a la finalización de la guerra. El A-Team completa la misión con éxito, pero al volver a la base estadounidense cuatro días después del fin de la guerra, la encuentran en ruinas por un ataque del Viet Cong y todos los soldados muertos, también el coronel Samuel Morrison. Como no se pudo demostrar que cumplían órdenes de un superior, ya que no quedaron pruebas de la misión, fueron encarcelados en Fort Bragg por el ataque al banco, pero no tardaron en fugarse. En la versión para cine es modificada por un hecho similar desarrollado en Irak.
Esta versión de los hechos es explicada en el episodio piloto llamado «El pueblo de San Río Blanco», pero jamás fue confirmada por los guionistas y productores de la primera temporada. También se explica esa versión en el juicio donde se les acusa de eso, en la temporada 5.

## Edición en DVD
El 23 de marzo de 2005 se puso a la venta en España la primera temporada de la serie. Se incluyeron en un pack de 5 discos los 13 episodios que conformaban la primera temporada, incluido el episodio piloto El Pueblo de San Río Blanco, un episodio doble que fue emitido muy pocas veces en televisión, ya que cuando algún canal reponía la serie, normalmente no reponían este episodio. No incluyeron ningún tipo de material adicional, salvo tráileres de otras series de Universal Pictures editadas en DVD.
La segunda temporada apareció el 27 de septiembre de 2005 en un pack de 6 discos, con los 22 episodios que conformaban dicha temporada. Además, incluía como extra de bonificación un episodio completo de la serie Knight Rider perteneciente a la segunda temporada, titulado El guardián de mi hermano.
La tercera temporada fue puesta a la venta el 31 de octubre de 2006, en un pack consistente en 3 pequeños estuches con dos discos cada uno (6 discos en total) que contenían los 24 episodios pertenecientes a esta temporada. No incluyeron ningún tipo de material adicional. Como detalle curioso, hay que mencionar que todas las pantallas de los menús de los discos fueron traducidas en perfecto castellano (en las anteriores temporadas, sólo estaban disponibles en inglés). También los menús de selección de episodios están animados (las de las anteriores temporadas eran estáticos).
La cuarta temporada estuvo disponible en las tiendas a partir del 26 de junio de 2007, en un pack con 6 discos con los 22 episodios de esta temporada. Los menús también fueron traducidos en castellano. Como detalle curioso, hay unos cuantos episodios que poseen pequeños fragmentos redoblados (debido al deterioro del material original) y se puede escuchar a Murdock y a M.A. con unas voces parecidas, pero que no son las mismas.
La quinta y última temporada, aunque su fecha de lanzamiento estaba prevista para el 30 de agosto de 2007, se retrasó su fecha, y se puso a la venta definitivamente el 13 de septiembre de 2007. Al contar solo con 13 episodios, el pack está compuesto por 4 discos. Se incluye en el disco 4 un extra llamado Rumores sobre mercenarios, que no es otra cosa que una entrevista al creador de la serie, Stephen J. Cannell, grabado en 2006, donde comenta curiosidades y variada información de la serie, como por ejemplo cómo surgió la idea de la serie original. Como curiosidad, el doblaje en castellano no es el mismo para todos los episodios. De los 13 episodios, 10 poseen el redoblaje que hizo Antena 3 Televisión cuando emitió esta temporada, mientras que los otros 3 restantes poseen el doblaje original de TVE. Estos episodios son Táctica defensiva, La teoría de la revolución y La espía que se burló de mi.

## Película
La película, basada en la serie, se sitúa unos 8 años antes de la serie explicando cómo los componentes del A-Team llegaron a ser fugitivos del ejército y la relación entre ellos. Por ejemplo por qué M.A. Baracus teme volar y por qué odia a Murdock.

## Premios

### Primetime Emmy Awards
| Año  | Categoría                                  | Cadena | Nominado                                                                                          | Resultado |
| ---- | ------------------------------------------ | ------ | ------------------------------------------------------------------------------------------------- | --------- |
| 1983 | Outstanding Film Sound Mixing for a Series | NBC    | James R. Cook Robert L. Harman Fast Eddie Mahler John Norman                                      | Nominado  |
| 1984 | Outstanding Film Sound Mixing for a Series | NBC    | James R. Cook Robert L. Harman Fast Eddie Mahler John Norman                                      | Nominado  |
| 1987 | Outstanding Sound Editing for a Series     | NBC    | Cliff Bell John Caper Gene Craig Roxanne Jones John Kaufman Thom McMullen Dick Wahrman Jack Woods | Nominado  |